# Горелая Башня
«Горе́лая Ба́шня» — повесть Марины и Сергея Дяченко в стиле фэнтези, опубликованная в 1998 году.

## Сюжет
Действие происходит в неназванной фантастической стране, условном, постапокалиптическом мире, похожем на постчернобыльский: запущенные, разбитые дороги, гиблые места и загадочные существа, хищные «мутанты», атмосфера опасности и конца света. Парень-студент едет на грузовике по некой заброшенной дороге, на которую не каждый осмеливается свернуть: ведь те места, говорят, населены разной нечистью. По дороге он останавливается и знакомится с таинственным персонажем по имени Крысолов. За небольшую услугу, оказанную Крысоловом, парень соглашается его подвезти, хотя ему и говорили, что ни в коем случае не следует разговаривать с Крысоловом, а уж тем более заключать с ним сделки.
Когда грузовик въезжает в пустой посёлок под названием Горелая Башня, выясняется, что много сотен лет назад его жители сожгли «колдуна» — а в действительности лекаря, который избавил их от эпидемии, — и были обречены на мучения, подобные адским. Гай и есть тот самый лекарь, по неясным причинам явившийся в мир снова, и можно предположить, что бедствия его самого и его близких возникли в результате того, что он не простил, а вероятно, и проклял палачей. Теперь он должен простить их — либо не простить.

## Главные герои
- Гай — главный персонаж, вокруг которого разворачивается сюжет.
- Крысолов — персонаж, позже появившийся в романе Дяченко «Алёна и Аспирин», на этот раз в качестве второстепенного персонажа.

## История написания
Ранний вариант повести был написан Мариной Дяченко (тогда — Ширшовой) ещё до замужества. Марина ещё до свадьбы показала эту повесть Сергею, и тот был готов увидеть нечто ученическое и неудачное, но, открыв папку с рукописью, увидел качественное, зрелое произведение без скидок на возраст автора и его опыт. Как отметил Сергей в письме к Марине, в повести проявились сюжетное и композиционное мастерство, зрелость стиля и мастерство психологических характеристик, глубина замысла и проблематики. Несколько лет спустя повесть была доработана Мариной и Сергеем — в том же году, когда были написаны такие их зрелые произведения, как «Ведьмин век» и «Пещера».

## Критика
Литературовед Михаил Назаренко в своей книге «Реальность чуда» назвал эту повесть лучшей вещью сборника «Корни камня». Назаренко отметил мастерство, с которым написано произведение: «…видно, как необязательные, казалось бы, детали работают на совершенно непредсказуемый финал». Подробностей и рассказываемых по дороге Гаем эпизодов его жизни достаточно, чтобы тщательно обрисовать характер, чему способствуют и иронично-сочувственные комментарии Крысолова. По мнению Назаренко, «Умная и талантливая притча о человеке, простившем своих палачей, — наверное, самое гармоничное сочинение Дяченко, а последние её страницы, как и финал „Пещеры“, приводят читателя к истинному катарсису, очищению от страха через сопереживание».
Главной идеей повести Назаренко считает проверку на прочность способности человеческой души к прощению — тому свойству, о котором сказано: «Anima naturaliter christiana est» — «душа человеческая по природе своей христианка». В действительности, как указывает критик, авторы повести подразумевают прощение не людей, а мира — жестокого, бессмысленного и враждебного. В связи с этим Назаренко цитирует слова Ивана Карамазова: «Я не Бога не принимаю, пойми ты это, я мира, им созданного, мира-то Божьего не принимаю и не могу согласиться принять». Невозможно прощать за других и искупить грехи мира чужой кровью; но можно простить весь мир, не прореживая его избирательно. В конечном счёте происходит катарсис, Гай простил и прощён — и обречён жить в этом мире, несмотря на его слова: «Этот мир… мне не нравится. Я не хочу… в нем…»
По словам писателя и критика Марии Галиной, «Горелая Башня» посвящена теме вины и искупления, она написана «о вине Мира перед Человеком и о том, что каждый из нас добавляет к этой общей вине свою долю; пускай незначительную, но в совокупности смертельную». Галина также пишет, что в мире Горелой Башни наказана не толпа, а каждый отдельный человек и что Гай как воплощение всех пострадавших прощает не толпу (толпу простить нельзя), но каждого отдельного человека, ибо лишь отдельного человека можно простить, в чём и состоит залог спасения, если он есть.
Писатель и критик Владимир Пузий отмечает, что в творчестве Дяченко очень часто — особенно в ранних произведениях — присутствуют два носителя противоположных или по крайней мере чуждых друг другу мировоззрений — главный герой воспринимает действительность в обыденном ключе (при этом он не всегда «простец», не обладает ущербной жизненной позицией, его взгляд на жизнь просто «от мира сего»), а его оппонент или наставник придерживается «расширенной» точки зрения на мир. На таком противопоставлении авторы играют в том числе в «Горелой Башне», где эти позиции выражают студент Гай и знаменитый гаммельнский Крысолов. Выбор — простить или на долгие столетия обречь весь город на адские муки — требует от Гая выйти за рамки привычных схем.

## Переводы
Повесть была переведена на польский язык и под названием «Spalona wieża» издана в 2003 году издательством Solaris в антологии российской фантастики Zombi Lenina.

## Награды
- «Интерпресскон», 1999 // Средняя форма (повесть)[6]
- «Мраморный фавн», 1998